# Face the change
《Face the change》是日本樂隊Every Little Thing的第7張單曲。

## 解説
- TOYOTA HILUX SURF SSR-V CF 主題曲
- 1997秋・朝日電視「27小時電視 熱血挑戰宣言'97」的主題曲（挑戰版本）
- 除了單曲原曲以外、還有一個是為「27小時電視 熱血挑戰宣言'97」而寫的版本，歌詞與原曲有些不同

## 收錄曲
1. Face the change
五十嵐在歌詞製作期間、歌詞中的「黒いベロアのワンピース」部分、其實是有過另一版本的：「黒いベロアのキャミソール」。
第二張専輯『Time to Destination』中收錄了Album Mix版本的Face the change、精選集『Every Best Single +3』也有收錄此曲。
2. Face the change（Dub`s Every Little Theme Remix）
3. Face the change（Instrumental）

- 作詞・作曲・編曲：五十嵐充